# Alexander Iolas
Alexander Iolas (Alessandria d'Egitto, 25 marzo 1907 – New York, 8 giugno 1987) è stato un collezionista d'arte e gallerista greco.

## Biografia
Alexander Iolas (Αλέξανδρος Ιόλας; nato Konstantinos Koutsoudis, traslitterato anche Alexandre Iolas, Alexandre Jolas, Alexander Jolas) possedeva gallerie d'arte negli Stati Uniti e in Europa e ha contribuito a molte collezioni private e pubbliche. Nato da Andreas e Persefone Coutsoudis, nel 1924 si recò a Berlino, per lavorare come pianista, ma ben presto iniziò a studiare danza classica. Durante l'ascesa di Hitler al potere nel 1930 fuggì a Parigi, dove continuò a studiare danza e incontrò artisti come Jean Cocteau, Giorgio de Chirico, Georges Braque, Pablo Picasso, Man Ray, René Magritte e Max Ernst. A Parigi comprò la sua prima opera d'arte. Come ballerino girò a lungo in Europa, Stati Uniti e America Latina, con Teodora Roosevelt e poi con la compagnia costituita dal marchese Giorgio de Cuevas.
Nel 1944 rinunciò al balletto dopo un infortunio e si dedicò al mondo dell'arte. A New York, divenne il direttore della Galleria Hugo, fondata nel 1944 da Robert Rothschild, Elizabeth Arden e Maria dei Principi Ruspoli Hugo.  In questa galleria nel 1952 Andy Warhol tenne la sua prima mostra personale. Dopo aver lavorato presso la Galleria Hugo, fondò la Galleria Jackson-Iolas nel 1955 con l'ex ballerino Brooks Jackson  e in seguito aprì gallerie con il proprio nome a New York, Parigi, Milano, Madrid e Ginevra.
Alexander Iolas ha lanciato nelle sue gallerie molti artisti, tra gli altri, Andy Warhol, Rene Magritte, Roberto Matta, Fabrizio Clerici, Ed Ruscha, Jean Tinguely, Joseph Cornell, Yves Klein, Jannis Kounellis, Novello Finotti, Petros Papavassiliou, Vassilakis Takis, Victor Brauner, Jules Olitski, e Niki de Saint-Phalle. Inizialmente il suo lavoro non trovò molti appoggi, ma riuscì a imporsi rassicurando il potenziale cliente con il suo fascino irresistibile e spesso malizioso, impressionandolo con la sua sfavillante personalità, spesso sottolineata da un abbigliamento stravagante. 
Conosciuto soprattutto per le esposizioni dei grandi surrealisti europei negli Stati Uniti - in particolare Max Ernst e René Magritte - Alexander Iolas contribuì a formare più di una collezione importante. In particolare, fu consulente d'arte di Jhon e Dominique de Menil, fondatori della Menil Collection. Dall'inizio del 1965 Alexander Iolas tornò in Grecia e aprì alcune gallerie come il Iolas-Zoumboulakis e la Galleria Bernier in Atene e ispirò la fondazione del Museo Macedone di Arte Contemporanea a Salonicco a cui donò un gran numero di opere d'arte della sua collezione. 
Nel 1972 Iolas rilevò lo studio di Carla Lavatelli al n.75 della prima strada a New York per una mostra. È stata la prima mostra di un gallerista nello studio di un artista. Nel 1976 dopo la morte di Max Ernst, Iolas chiuse tutte le sue gallerie ad eccezione di quella di New York, come gli aveva promesso che avrebbe fatto. Nel 1984 Iolas commissionò a Andy Warhol un gruppo di opere basate sull’Ultima cena di Leonardo Da Vinci per una esposizione a Palazzo delle Stelline di Milano, situato lungo la strada di Santa Maria delle Grazie, sede del capolavoro di Leonardo.  Warhol superò ogni aspettativa e produsse più di 100 variazioni sul tema. L'Ultima Cena di Warhol venne esposta nella mostra di inaugurazione della Galleria del Credito Valtellinese, di cui Iolas era direttore artistico, in Palazzo delle Stelline a Milano.
Tra il 1983 e il 1984 le accuse di un ex dipendente, pubblicate dal tabloid greco Avriani, di “contrabbando di antichità, spaccio di droga, e prostituzione di giovani uomini", non furono mai provate, ma suscitarono molto scandalo. Morì di AIDS nel Cornell Medical Center di New York City. 

### Villa Iolas
Iolas costruì tra il 1951 e il 1972 una villa di 1300 metri quadrati su una superficie di 7000 metri quadrati in Agia Paraskevi, un sobborgo di Atene. Là conservò ed espose la sua collezione d'arte con la prospettiva che un giorno sarebbe diventato il "Museo Alexander Iolas". Quando morì nel 1987 gli eredi vendettero la villa ad un operatore immobiliare, ma il Ministero della Cultura bloccò qualsiasi piano di modifica, perché la villa fu ritenuta sito del patrimonio culturale greco e come tale fu riconosciuta nel 1998. Il mancato esproprio da parte dello stato e il contemporaneo divieto di interventi da parte di privati - in quanto destinata ad uso pubblico per attività culturali - hanno fatto cadere Villa Iolas nel più completo abbandono, è stata vandalizzata e la maggior parte della sua collezione di opere d'arte è stata rubata o dispersa.